# Sanzoles
Sanzoles község Spanyolországban,  Zamora tartományban. Sanzoles Madridanos, Toro, Venialbo, El Piñero, Gema és Moraleja del Vino községekkel határos. Lakosainak száma 466 fő (2024).

## Népesség
A település népessége az utóbbi években az alábbiak szerint változott:
| Lakosok száma | 691  | 646  | 613  | 617  | 571  | 559  | 524  | 492  | 467  | 466  |
|               | 2001 | 2004 | 2007 | 2009 | 2012 | 2014 | 2017 | 2019 | 2022 | 2024 |